# Сан Роко (Торино)
Сан Роко је насеље у Италији у округу Торино, региону Пијемонт.
Према процени из 2011. у насељу је живело 175 становника. Насеље се налази на надморској висини од 268 м.